# Isoetes udupiensis
Isoetes udupiensis là một loài dương xỉ trong họ Isoetaceae. Loài này được P.K. Shukla, G.K. Srivast., S.K. Shukla & P.K. Rajagopal mô tả khoa học đầu tiên năm 2005.
Danh pháp khoa học của loài này chưa được làm sáng tỏ. 